# 大塚達也
大塚 達也（おおつか たつや、1958年5月6日 - ）は、日本の経営者、農学博士。アース製薬社長、会長を務めた。徳島県鳴門市出身。大塚正富の長男。

## 経歴・人物
東京大学農学部農芸化学科を経て、1986年に東京大学大学院農学研究科を修了し、同年に大塚製薬に入社した。1990年3月にアース製薬に転じ、取締役に就任し、1992年3月に常務、1994年3月に専務を経て、1998年3月に社長に就任。2014年3月に会長に就任。